# Campeonato Alemán de Fútbol 1908
El Campeonato Alemán de Fútbol 1908 fue la sexta edición de dicho torneo. Participaron 7 equipos campeones de las ligas regionales de fútbol del Imperio alemán más el defensor del título, Freiburger FC.

## Fase final

### Cuartos de final
| Freiburger FC | 2 – 5 | Stuttgarter Kickers |

| VfR 1897 Breslavia | 1 – 3 | Wacker Leipzig |

| VfB Königsberg | 0 – 7 | BFC Viktoria 1889 |

| Eintracht Braunschweig | 0 – 1 | Duisburger SpV |

Un primer partido, disputado el 3 de mayo de 1908 entre Freiburger FC y Stuttgarter Kickers, terminó 1-0 para el Freiburger FC, pero fue anulado por la Deutscher Fußball-Bund.

### Semifinales
| Wacker Leipzig | 0 – 4 | BFC Viktoria 1889 |

| Stuttgarter Kickers | 5 – 1 | Duisburger SpV |

### Final
| BFC Viktoria 1889 | 3 – 1 | Stuttgarter Kickers |

|                                      |
| Campeón BFC Viktoria 1889 1.o título |